# Giuseppe Barberis

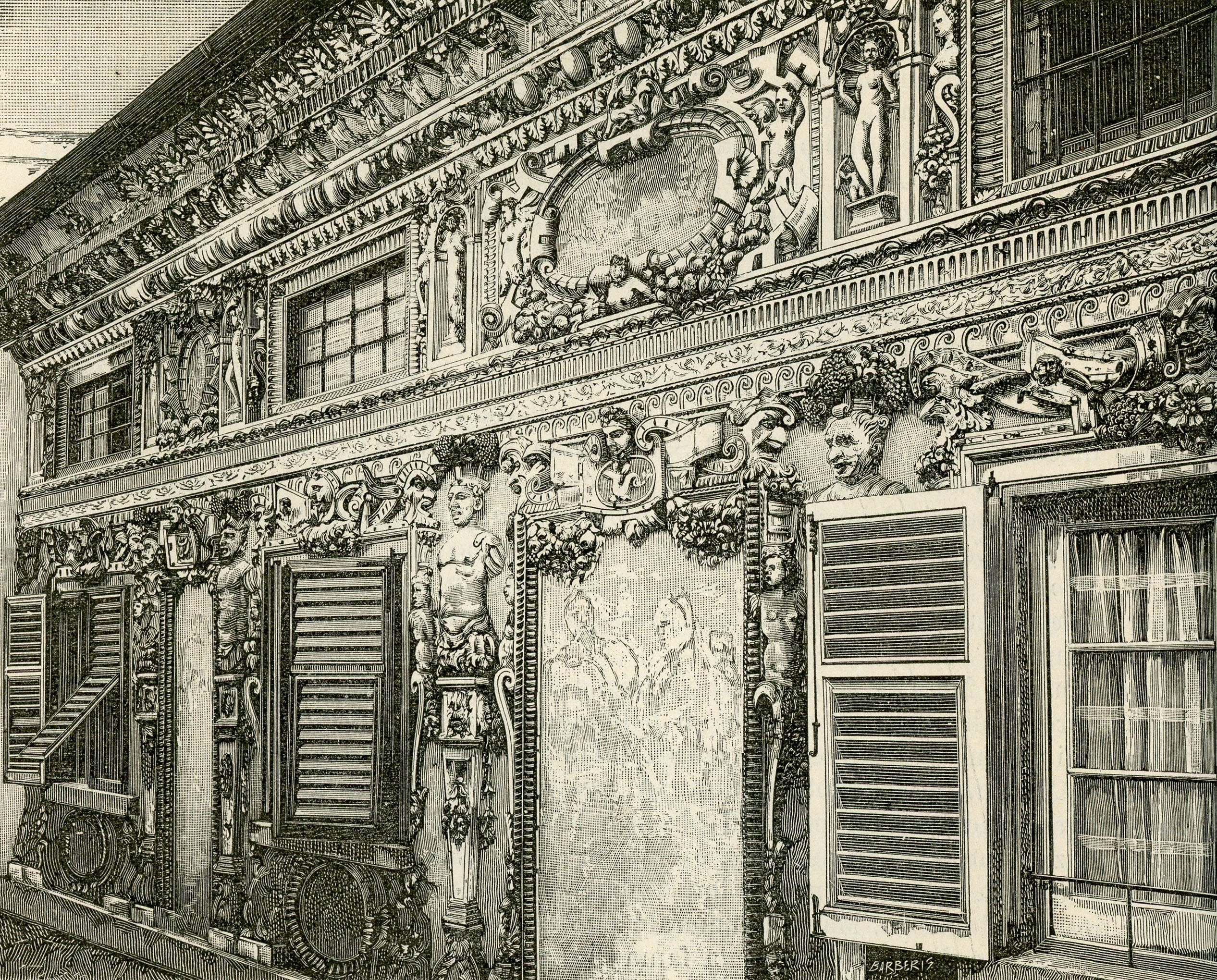
Parte superiore di Palazzo Tommaso Spinola, a Genova, dettagliata xilografia di Barberis pubblicata nel 1892 a partire da una fotografia di autore ignoto che riproduceva la decorazione plastica a opera di Andrea de' Carona.

Giuseppe Barberis (Torino, 1840 – Milano, 1917) è stato un incisore italiano, importante xilografo a cavallo fra il XIX e il XX secolo.

## Biografia
Nato a Torino, dopo aver fatto pratica di xilografia in Francia fece carriera come incisore xilografo, operando in particolare a Milano, dove alla fine del XIX secolo risultano botteghe a suo nome, in via della Moscova 53 nel 1892 e in via Solferino 43 nel 1899.
Dopo l'esperienza francese, lavorò come funzionario per il Ministero dei Lavori Pubblici in Sardegna. Fu prolifico autore di panorami e vedute in Italia, Corsica e Malta, riproducendo con la tecnica della xilografia sia fotografie, sia disegni. Sono sua opera la maggioranza delle xilografie per la collezione La Patria di Gustavo Strafforello, pubblicata fra il 1890 e il 1895, e quelle nella raccolta Le cento Città d'Italia stampata a Milano da Sonzogno.
Morì a Milano nel 1917.